# 오재호의 인생이야기
오재호의 인생이야기는 대한민국의 방송국인 KBS의 라디오 채널 KBS 제2라디오에서 매일 밤 자정부터 1시까지 종영 방송된 교수 오재호가 진행하는 라디오 프로그램이다. 2001년 10월 14일 자로 1년만에 폐지되었다.

## 진행자
- 오재호 교수 (남)